# Juan Erasmo Mochi
Juan Erasmo Mochi (Barcelona, 24 de gener de 1943) és un cantant català fill de pare mallorquí i mare catalana. És el més gran de cinc germans. Provenia d'una família acomodada. El pare era decorador, la qual cosa va servir perquè el fill visqués una vida bohèmia durant la seva joventut, viatjant per Europa amb la seva guitarra i interpretant temes de Brassens i Brel. Anteriorment, havia realitzat estudis de cant i solfeig, tenint com a professora a Filomena Surinyack.
El 1960 se'n anar a Palma on es casà amb una jove francesa. Tingueren tres fills: Juan Enrique, Miguel Ángel i Ivo, que a penes va durar tres anys. A Mallorca va començar la seva carrera musical. Després d'actuar un temps acompanyat pel conjunt els “Beta Cuartet”, forma el grup musical “The Runaways”, que amb el temps es convertirien en els mítics “Bravos”, dels quals se separa, en ser contractat per protagonitzar la pel·lícula “Megatón ye ye”. Així comença la seva carrera en solitari.
El 1965 participa en el Festival de la Cançó de Mallorca, guanyant el primer, segon i quart premi, amb els temes "Recordar", "Me lo dijo Pérez", i "La Canción de Mallorca".
El seu primer contracte important és per a Televisió Espanyola, com a presentador del programa “Escala en hi-fi”, un xou musical de gran èxit, al capdavant del qual romandrà durant diverses temporades. El seu èxit com a conductor de programes es va veure consolidat per la mateixa cadena que el va contractar a fi de presentar successivament "Hoy también es fiesta” i “Buenas tardes”.
La seva vida sentimental es refà a Madrid, al costat de la popular presentadora de TVE, Patricia Nigel, de la unió de la qual, que va durar onze anys, va néixer el 1971 la seva filla Eva.
Entre els seus grans èxits es poden esmentar “Gitanito”, “Mamy Panchita”, “Los que se van”, “La palabra” i el tema “Un camino hacia el amor” amb el qual va aconseguir el primer premi al Festival de Benidorm.